# 벽람항로
벽람항로(碧藍航路, 중국어: 碧蓝航线 일본어: アズ－ルレーン)은 중화인민공화국의 바비 네트워크(蛮啾网络)와 용시 네트워크(勇仕网络)에서 제작하고 비리비리에서 배포하는 모바일 게임이다. 일본에서 Yostar이 2017년 9월 14일에 출시했다. 한국은 2018년 X.D. 글로벌에서 출시되었다.
벽람항로는 연합국의 군함과 추축국의 군함을 모에화한 것으로 다양한 성우와 일러스트 작가들이 참여하였으며, 일본에서 약 500만명(2018년 1월 기준)이 이용하고 있다.
한국판이 2월 28일부터 사전예약이 시작되었다.
2018년 8월 1일부로 12세 이용가에서 18세 이용가로 변경됐다.
(하지만 12세 이용가인 벽람항로T가 등장했지만 벽람항로T는 2020년 2월 서비스를 종료했다.)
2019년 12월 5일 CFK에서 Play Station 4 게임 벽람항로 크로스웨이브 한국어 판을 발매했다.

## 애니메이션
모바일 게임 벽람항로를 원작으로 한 애니메이션이다. 대한민국에서는 판권 문제로 인해 방영되지 않는다.

### 방송정보
방송사: Tokyo MX, KBS 교토, BS11, AT-X
방영일시: 2019년 10월 3일 ~ 12월 12일 (1~10화), 2020년 3월 13일 ~ 3월 20일 (11,12화) <12부작>

### 줄거리
대항해시대, 모험심을 가슴에 품고  크고 넓은 바다로 나아간 인류는 이윽고 바다의 패권을 둘러싸고 서로 싸우게 되었다. 그러나, 바깥세상에서 쳐들어 온 세력 세이렌이 순식간에 순식간에 전 세계의 재해권을 차지하게 된다. 이 위기를 대처하기 위해 인류는 진영을 뛰어넘는 대연합  벽람항로(아주르 레인)를 결성해 세이렌에 대항해 싸운다.
그러나, 세이렌과의 전투가 지속됨에 따라 세이렌의 힘을 이용하는 것에 대한 의견차이로 인해 벽람항로는 분열되고, 벽람항로를 탈퇴한 두 진영 중앵(사쿠라 엠파이어)와 철혈(메탈 블러드)은 적색중축(레드 엑시즈)이라는 동맹을 결성해 벽람항로에 반기를 든다.
벽람항로는 레드 엑시즈와의 전투 과정에서 중앵의 간부 아카기가 세이렌을 통해 검은 멘탈큐브를 받았다는 사실을 알게 되고, 아카기와 카가(중앵에서 얘네만)가 세이렌의 힘을 사용하는 것을 저지 하기 위해 노력한다.
벽람항로의 엘리트 전사 엔터프라이즈. 그녀는 바다를 전장으로만 보며 항상 자신의 몸을 돌보지 않고 무모하게 나서 다른 멤버들에게 걱정을 산다. 이 때문에 엔터프라이즈를 걱정하는 이들은 엔터프라이즈를 돕기 위해 나서지만 엔터프라이즈가 받아들이질 않아 고민이 이만저만이 아닌데...

### 애니메이션 세계
[벽람항로;아주르 레인]
지구를 침략한 외부 세력 세이렌에 대항하여 인류가 결성한 동맹이다. 제2차 세계대전에서의 연합국을 모티브로 한 연합세력이다.
<소속 진영>
이글 유니온(유니온)
미합중국(U.S.A)을 모티브로 한 진영이다. 주인공 엔터프라이즈가 이 진영 소속으로 현 유니온의 수장은 알려지지 않았다.
로열 네이비(로열)
영국이 중심이 된 유럽을 모티브로 한 진영이다. 수장은 퀸 엘리자베스.
동황(이스트 글림)
중국을 모티브로 한 진영이다. 유니온과 마찬가지로 수장은 알려지지 않았다.
노스 유니온(유니온)
소련을 모티브로 한 진영이다. 수장은 소비에츠키 소유즈. 약칭이 유니온인지라 이글 유니온과 헷갈리는 경우가 많다.
아이리스 리브레
자유 프랑스를 모티브로 한 진영이다. 수장은 리슐리외. 
{부속기관}
벽람항로 신설기지
세이렌과의 싸움에 집중하기 위해 벽람항로 수뇌부에서 지은 군사기지이다. 유니온과 로열의 전력들이 집합해 있는 장소로 벽람항로의 주요 거점이기도 하다.
애니에서는 1화에서 아카기와 카가의 폭격을
받기도 한다.
기지의 중심부에는 플레이어인 지휘관이 지시를 내리는 벽람항로 기지 사령부와 병기들이 훈련을 받는 벽람항로 학원시설이 있으며, 해변가에는 서점,화원(꽃집),노점 등 가게들이 모여있다. 현재는 이 곳에 아카시가 과학부를 창설해 함선들을 건조하고 강화하는 중.
[적색중축;레드 엑시즈]
세이렌의 힘을 이용해 세이렌을 물리치는 것에 대한 의견차이로 인해 벽람항로에서 탈퇴한 진영들이 결성한 동맹이다. 제 2차 새계대전에서의 추축국을 모티브로 한 동맹새력이다. 설정상 아주르 레인과는 대립관계이나 어디까지나 의견차로 대립한 것일 뿐, 그들도 세이렌을 적대한다. 
<소속 진영>
중앵(사쿠라 엠파이어)
일본 제국을 모티브로 한 진영이다. 수장은 나가토이나 아직 어려서 아카기가 섭정이자 최고 위원장으로 정권을 잡고 있다.
철혈(메탈 블러드)
나치 독일을 모티브로 한 진영이다. 수장은 비스마르크이지만 프리드리히 데어그로세가 아카기처럼 메탈 블러드의 섭정으로 정권을 잡은 상태.
비시아 성좌(메탈 블러드)
비시 프랑스를 모티브로 한 진영이다. 수장은 장 바르로 추정. 메탈 블러드의 아이리스 리브레 공화국 침공 이래 갈라진 분파.
샤르데냐 엠파이어
이탈리아 왕국을 모티브로 한 진영이다. 수장은 비토리오 베네토, 섭정은 리토리오이지만 중앵의 섭정 아카기처럼 실질적으로는 리토리오가 모든 실권을 다루고 있다. 
[세이렌]
지구를 침략한 외부 세력이다. 게임 내에서의 대사로 보아 미래에서 온것으로 추정되기도 한다.
[맨탈큐브]
인류가 세이렌과의 싸움 중 얻은 결정체로, 이것을 사용하여 사람의 모습을 한 배, 즉 병기를 만들었다. 그 중, 검은 멘탈 큐브는 세이렌의 힘이 담겨있는 것으로 세이렌을 함대를 조종할 수 있다. 이 세이렌의 힘을 사용하는 것에 대해 인류는 의견이 엇갈렸고, 벽람항로가 분열되는 계기가 된다.

### 등장인물
<주요 등장인물>
엔터프라이즈(이글 유니온) [성우]:이치카와 유이(石川由依)
이 게임과 애니메이션의 주인공. 이글 유니온의 항공모함으로 유니온의 최강전력이라 불리며, '그레이 고스트'라는 별명을 가지고 있다. 그러나, 계속되는 전투속에서 전투에 대한 회의감을 가지게 되었고, 바다를 무서워하게 되었다.(엔터프라이즈는 이 회의감과 공포감에 사로잡혀 검은 멘탈큐브의 힘에 압도되어 폭주하게 된다.)  이름은 미국 해군의 군함인 USS 엔터프라이즈에서 유래했다.(실제로 요크타운급 항모 2번함) 오랜 전투생활로 인해 끼니를 자주 거르거나 간단하게 때우는 일이 많아 벨파스트가 걱정하는 중.
벨파스트(로열 네이비) 성우: 호리에 유이
로열의 에든버러급 경순양함 2번함이며, 직업은 메이드이다. 호넷 함대 구출전 때 위기를 맞았던 엔터프라이즈를 구해낸다. 그 후, 엔터프라이즈를 보좌하는 역할을 맡았다. 이름은 영국 해군의 군함인 HMS 벨파스트에서 유래했다. 자신의 몸을 돌보지 않으려는 엔터프라이즈 때문에 고민이 많다.
재블린(로열 네이비)
로열의 구축함이다. 창잡이 속성.
라피(이글 유니온)
유니온의 구축함이다. 살짝 맹한 성격.
아카기(중앵)
중앵의 항공모함이다. 자신의 죽은 언니 아마기를 살리기 위해 오로치 군함 계획을 실행한다. 이름은 일본 해군의 포함 아카기에서 유래했다. 중앵 내 최고 실권자이자 나가토의 섭정.
카가(중앵)
중앵의 항공모함이다. 이름은 일본 해군의 항공모함 가가에서 유래했다. 친언니가 아닌 아카기를 언니로 따른다. 이는 후술할 사연이 있다.
아야나미(중앵)
성우: 타이치 요우
중앵의 구축함이다. 벽람항로 신설기지에 잠입해 기지의 구조를 파악하던 중, 제블린,라피,유니콘과 만나게 된다. 벽람항로의 셰필드,에든버러 구출전투에서 라피의 친구요청을 거절했다. 그 후 8화에서 엔터프라이즈의 폭격을 받고 있던 쇼카쿠와 즈이카쿠를 구해주고,재블린, 라피에게 도움받은 뒤, 9화에서는 포로 신분으로 벽람항로 신설기지에서 재블린, 라피와 놀기도 한다. 이름은 일본 해군의 구축함 아야나미에서 유래했다.
<벽람항로>
스스로가 가진 힘으로 세이렌을 격퇴하기 위해 하나로 모인 연합으로 통칭 아주르 레인이라 불린다.
[이글 유니온]
미국을 모티브로 한 진영. 작중 주인공인 엔터프라이즈가 속한 곳이다.
클리블랜드
유니온의 경순양함이다. 클리블랜드급 경순양함 1번함이다.(이하 클리블랜드급 경순양함:콜롬비아, 몬트필리어, 덴버)
베스탈
유니온의 공작함이다. 이름은 영국 해군의 군함인 베스탈에서 유래했다.
호넷
유니온의 항공모함이며, 엔터프라이즈의 여동생이다. 이름은 미국 해군의 USS 호넷에서 유래했다.(요크타운급 3번함) 산타쿠르즈 해전에서 침몰.
요크 타운
유니온의 항공모함이며, 엔터프라이즈의 언니이다. 벽람항로 신설기지에 합류하지 않았고, 엔터프라이즈의 과거 회상 때 침대에 있었던 것으로 보아 건강상태가 좋지 않은 것으로 보인다. 이름은 미국 해군의 함선인 USS 요크타운에서 유래했다.(요크타운 1번함) 실제로 참여한 대부분의 전투에서 중파당하고 미드웨이해전에서 침몰. 이후 엔딩에 보면 건강을 다시 회복한 듯.
새러토가
이름은 미국 해군의 함선인 USS 새러토가에서 유래했다. 자칭 아이돌이다.
애리조나
이름은 미국 해군의 군함 USS 애리조나에서 유래했다.
헬레나
[로열 네이비]
프린스 오브 웨일즈
로열의 전함이다. 이름은 영국 해군의 전함인 HMS 프린스 오브 웨일즈에서 유래했다.
설정상 중앵의 문화를 좋아한다.(자신이 중앵에게 격침당했는데도 말이다) 로열 내 전체 실권을 담당하는 인물. 
일러스트리어스
로열의 항공모함이며, 유니콘의 언니이다.(일반적으로 유니콘의 언니라고 알려져 있지만, 유니콘은 일러스트리어스급의 항공모함이 아니다. 일러스트리어스의 자매함은 포미더블과 빅토리어스이다.) 이름은 영국 해군의 항공모함인 HMS 일러스트리어스에서 유래했다.
인게임 대사에서 보면 자신의 가슴에 대한 부심이있다.(고증으로 실제 일러스트리어스 함선은 장갑갑판이 매우 컸다고 한다.) 오랜 전장생활로 힘들어하는 엔터프라이즈를 걱정하는 중이다.
유니콘
로열의 경항공모함이며, 일러스트리어스의 여동생인 어린 여자아이다.(일러스트리어스급 항공모함은 아니다.) 상당히 소심한 성격이라서 부끄러움을 많이 타며, 유우라는 포니를 반려동물로 데리고 다닌다. 레드 엑시즈의 기습작전 및 선전포고전 때 카가에게 목숨을 잃을 뻔 했지만, 엔터프라이즈 덕분에 살게 된다.(유우를 껴안고 다니는 이유는 자신의 몸에 걸맞지 않게 거유라서 부끄러웠기 때문이다.)
유우
유니콘의 반려동물인 포니. 통상적인 유니콘과 달리 알리콘의 모습을 하고 있다. 자아가 있는지라 가끔 화도 낸다. 주인 못지않은 맹함을 자랑해 가끔 단독행동도 나서곤 해 유니콘이 고민 중. 
퀸 엘리자베스
로열의 전함이며, 로열 네이비의 수장. 직업은 여왕이다. 이름은 영국 해군의 전함인 HMS 퀸 엘리자베스에서 유래했다. 성격은 여왕답게(?) 거만하다.
애니 속에서 처음으로 정복이 아닌 사복으로 골프를 치는 모습으로 보이기도 한다.
인게임에서 워스파이트 비서함 미션에서는 늦잠을 보이는것같은 모습을 보이기도한다. 공식 만화에서는 주인공으로 많은 기행을 선사하시는 중.
워스파이트
로열의 전함이다. 퀸 엘리자베스급 고속전함 2번함이며, 퀸 엘리자베스를 측근에서 보좌해주는 역할이다
에든버러
로열의 경순양함이며, 직업은 메이드이다. 중앵에 잠입하여, 검은 멘탈큐브를 빼오는 데 성공한다. 이름은 영국 해군의 군함인 HMS 에든버러에서 유래했다. 또한 특징으로는 일러스트에 치마 아래에 금괴가 있는데 이것은 금괴 이송중 침몰된것을 반영한것.
동생으로 벨파스트가 있다. 메이드로서 자각은 있지만 엄청난 덜렁이다보니 동생의 고민이 많다.
셰필드
로열의 경순양함이며, 직업은 메이드이다. 중앵에 잠입하여, 검은 멘탈큐브를 빼오는 데 성공한다. 이름은 영국 해군의 순양함인 HMS 셰필드에서 유래했다. 6화에서 클리블랜드가 셰필드의 치마 속을 보고 놀라는 장면이 있는데, 이것은 셰필드가 기동성을 늘리기 위해 속옷을 일절 입지 않았기 때문이다.
후드
로열의 순양전함이다. 가장 아가씨라는 이름에 어울린다는 이미지다.(대신 보이스는 그닥...) 게임 내에서 스토리 상 가장 먼저 죽은 함선이다(비스마르크 에게 격파당했다). 이름은 영국 해군의 전함인 HMS 후드에서 유래했다.
서포크
로열의 중순양함이다. 이름은 영국 해군의 순양함인 HMS서포크에서 유래했다.
노포크
로열의 중순양함이다. 이름은 영국 해군의 순양함인 HMS 노포크에서 유래했다.
리나운
리나운급 순양전함 1번함이다. 
리펄스
리나운급 순양전함 2번함이다. 로열 내에서 선배 취급을 받고 있다. (특히 언니라고 불리는 것을 싫어한다.)
킹 조지 5세
설정이 약간 모호한 함선이다.고증상 비스마르크 추격전에 등장하였기에 음표&맹세 이벤트에 등장하였는데 이미 퀸 엘리자베스가 왕족에 있어 있어 따로 설정을 넣기 애매하기 때문이다.
[동황]
닝하이,핑하이
동황의 경순양함이며, 자매이다.(닝하이가 언니, 핑하이가 여동생이다.) 세이렌의 수상한 움직임을 포착해 정찰을 갔다가 세이렌에게 공격당하고 만다. 엔터프라이즈와 벨파스트에게 구조를 받는다. 현재는 벽람항로 신설기지에서 만두 노점 장사를 하고 있다. 꼬마 함선들이 이 곳에 자주 들르는 중.
<적색중축>
세이렌의 힘을 이용해 세이렌을 격퇴하려는 일파로 벽람항로와 대립중.(이탈리아를 나타네는 세르데냐 왕국은 고증으로 레드 엑시즈에 가깝지만 중립적인 위치에 있다)
[중앵]
아카기
메인 빌런이자 서브 주인공으로 중앵의 항공모함이다. 이름은 일본 해군의 항공모함인 아카기에서 유래했다. 1항전이다. 얀데레이며, 게임에서도, 애니에서도, 최종 흑막이라고 할 수도 있다.(애니에서는 오로치가 아카기를 조종했다.) 아카기의 비서함 미션에서 카가는 지휘관을 공유할 수 있다고 말하는 것을 보아 카가는 믿을 수 있는듯. 중앵 내에선 최고지도자인데 공식 지도자인 나가토가 아직 어려서 그녀를 중용해 섭정으로 활동중. 얀데레이긴 하나 그 속에는 가슴아픈 상처가 있다. 

형식상 1항전 자매인 카가는 전함에서 항공모함으로 개조된 인물로 그녀에게는 친언니인 아마기가 있었다. 그러나 언니가 병으로 죽은 이후 언니의 파츠를 이식받은 카가와 같이 지내게 된 것.(실제 역사상에서 함선 아마기는 아카기의 자매함이지만 지진으로 인해 용골이 부서져 해체되었고 본래 해체 예정이었던 카가는 이때 아마기의 해체 이후 부품을 이식받고 항공모함으로 개조되었다. 작중에서 아마기가 병으로 죽었다는 설정은, 지진으로 기본틀과 용골이 부서진 것을 의미.)
카가
중앵의 항공모함이다. 이름은 일본 해군의 항공모함인 카가에서 유래했다. 1항전이지만 아카기와의 친자매는 아니며, 실제 역사에서 전함이었다가 군축조약에 의해 폐기 처분 될 뻔하다가 지진으로 인해 아마기의 용골이 부서지는 일로 아마기의 부품을 이식받고 항공모함으로 개조됐다. 원래 아카기와의 사이가 좋지 않았으나, 아마기에 의해 사이가 좋아진다. 아마기 사후 그녀의 파츠를 이식받았다. 이 때문에 친언니를 잃은 아카기에겐 죄책감과 연민이 있다.
소류
중앵의 항공모함이다. 이름은 일본 해군의 항공모함인 소류에서 유래했다. 2항전이다.(스킨을 볼때 모범을 보이는 사람 정도다.) 얌전하고 품행이 방정하지만 동생 히류 때문에 속이 쓰린다. 
히류
중앵의 항공모함이다. 이름은 일본 해군의 항공모함인 히류에서 유래했다. 2항전이다.(스킨을 볼때 날라리다) 소류와 자매로 보이지만 실제로는 카가와 아카기처럼 완벽한 남남인 함선. 언니와 달리 중증의 다혈질이고 폭력적인데다 난폭한 성격.
쇼카쿠
이름은 일본 해군의 항공모함인 쇼카쿠에서 유래했다. 5항전이다. 즈이카쿠의 언니로 차분한 성격. 살짝 독설가 기질이 있으며 아카기와 사이가 매우 나쁘다. 
즈이카쿠
이름은 일본 해군의 항공모함인 즈이카쿠에서 유래했다. 5항전이다.(애니 초중반때 혼자서 열심히 얻어 터졌는데 실제로는 쇼카쿠가 더 많은 공격을 받고 즈이카쿠는 대파된적이 거의 없음) 이 즈이카쿠를 살리기위해 쇼카쿠와 아야나미가 한 화에서 동시에 대파되었을 정도니...말다했지. 언니와 달리 다혈질이고 성급한 성격. 카가에게 자주 엿을 먹은데다 엔터프라이즈에게 여러번 털린 일로 엔터프라이즈를 라이벌로 삼고 있다. 애니메이션 최종화에서는 중요인물로 등장.
야마시로
중앵의 전함이다. IJN 야마시로에서 유래(후소급 2번함)
나가토
중앵의 전함. 이름은 일본 해군의 전함인 나가토에서 유래했다. 신정국가인 중앵의 무녀이자, 지도자이다.(일본이 뽑은 그나마 나은 전함) 다만 아직 정치를 모르는 어린이인지라 실권은 최고 대신이자 섭정인 아카기에게 모두 일임했다. 동생 무츠의 시끄러움으로 골치가 아프다.
무츠
중앵의 전함이다. 이름은 일본 해군의 전함인 무츠에서 유래했다. 나가토급 전함 2번함이다.(실제로 이친구 덕에 미국,영국이 16인치 전함 2대씩 뽑게 되고 얘는 아무런 업적 없이 자국항에서 폭파) BIG SEVEN의 원인. 나가토와는 자매지간으로 이쪽이 동생. 호기심이 매우 많고 매우 시끄럽다.
아카시
성우: 우에사카 스미레
중앵의 공작함 겸 상점주인인 매드 사이언티스트. 길을 가다가 길을 잃어버려, 거대 군함 오로치 건조 현장에 들어가게 되고, 그 곳에서 아카기가 세이렌의 옵저버에게 검은 멘탈큐브를 받는 장면을 목격하게 된다. 카가에게 들켜 옵저버에게 죽임을 당할 뻔했으나, 중앵에 잠입했던 로열의 메이드, 셰필드와 에든버러의 구조로 살게 된다. 지금은 중앵을 탈출해 벽람항로 신설기지에서 가게를 차려 장사를 하고 있다.
故아마기
아카기의 언니.(사망원인은 불명, 설정상 병으로 사망한 게 유력.). 이름은 일본 해군의 미완성 군함 아마기에서 유래했다.(실제로 관동 대지진으로 만들어둔 기본틀과 용골이 손상되어 해체시켜버림, 해체시킨 부품들은 카가의 항공모함 개조로 사용함.) 원작 게임과 애니메이션 내 시간에는 이미 죽은 인물로 아카기의 친언니. 생전 유달리 사이가 나쁜 아카기와 카가의 사이를 자주 중재했으나 약한 몸과 지병 탓에 얼마 살지 못하고 죽었다. 사후 그녀의 파츠는 카가에게 이식된다.
미카사
중앵의 대선배 전함이자 최고 원로. 이름은 일본의 전함인 미카사에서 유래했다. 러일전쟁에 참여한 역사가 있으며, 항공모함이 없었던 시절에 건조되어 즈이카쿠에게 정신론을 설파하는 등, 시간을 거스르는 듯한 행동을 보인다.(실제로 발트함대 작살낸 주범)+벽람항로 게임 내에서도 고증을 보여, 대공포가 없다. 애니메이션 내에서는 나이 때문에 이미 퇴역한 인물로 나이가 나이인지라 어린 함선들에게 할머니로 통한다. 
아타고
성우: 카야노 아이
중앵의 중순양함이다. 이름은 일본의 중순양함인 아타고에서 유래했다. 아카기 못지 않은 얀데레이나 아카기가 하드이면 이쪽은 소프트 얀데레라고 할 수 있다. 중증의 시스콘으로 타카오에게 자주 애정행각을 일삼는다. 다만 실력 자체는 무시할 수 없는 역전의 장군 중 하나.
타카오
중앵의 중순양함이다. 이름은 일본의 중순양함인 타카오에서 유래했다. 중앵 내에서 흔치 않게도 검을 다룬다. 자매인 아타고의 무차별 애정행각에 고민중이다. 아타고처럼 역전의 장군으로 무사도 정신이 투철하다.
[철혈]
프린츠 오이겐
성우: 사쿠라 아야네
철혈의 중순양함. 어드미럴 히퍼급 2번함. 이름은 독일 해군의 순양함 프린츠 오이겐에서 유래했다.(약간에 tmi를 하자면 프린츠 오이겐은 전쟁이후 미국이 가져가 핵실험 했지만 방사능 지수가 높아져서 그냥 그자리에 놓아놓았다) 심하게 마이페이스인데다 19금스러운 행동만 남발하는 터라 작중 수위를 담당하는 함선.
어드미럴 히퍼
철혈의 중순양함. 어드미럴 히퍼급 1번함이며, 이름은 독일 해군의 순양함 어드미럴 히퍼에서 유래했다.
Z23(니이미)
철혈의 구축함이다. 애니속에서 마지막에 주인공 3인방과 유니콘에게 달려간다.
Z1(레베)
Z구축함 중 맏언니이다.
쾨니히스베르크
철혈의 경순양함. 쾨니히스베르크급 경순양함 1번함이다.
카를루스에
철혈의 경순양함. 쾨니히스베르크급 경순양함 2번함이다.
퀼른
철혈의 경순양함. 쾨니히스베르크급 경순양함 3번함이다.
비스마르크
철혈의 전함이자 기함. 비스마르크급 전함 1번함이다. 애니에서는 오프닝때 모습을 비추고는 모습을 비추지 않았다가 12화에서 약 12초동안 모습을 비춘다.매우 강한 최종보스 느낌으로 나오는데 그만큼 실적이 높았기에 그런거같다. 처음 튜토리얼에 비스마르크추격전이 나오는데 고증처럼 프린츠 오이겐을 비스마르크로 오해한거로 나오고또 후드를 격파한 것으로 나온다(프린스 오브 웨일스는 거의 반파당했지만 안 나온다).특징으로는 냉철한 이미지를 가지고있는데, 마음속은 뜨거운 열정으로 가득차있고, 내성적이다.(히키코모리) 게임 내에서는 죽었나 살았나 의견이 분분하지만, 철혈은 패배확정.(메탈블러드 음표&맹세에서 세이렌이 말함.)
티르피츠
철혈의 전함. 비스마르크급 전함 2번함이다.
매우 고독하며, 비스마르크와 성격이 비슷하다. 실제 고증인지 단 한번도 비스마르크와 만난적이 없고, 비서함 임무에서 잠시 꿈에서 비스마르크를 보게 될뿐, 어떠한 곳에서 만난적이 없다.
론
철혈의 중순양함. 설계도 상으로만 존재한 중순양함. 여담으로 얀데레다. 매우 위험한 얀데레다.(이번에 월드 오브 워쉽에서 함장 보이스로 출시했는데, 사람들의 반응은 '무섭다', '적응이 되지 않는다'등 보이스가 얀데레스럽다.) 설정상 월워쉽 콜라보로 등장한 함선으로 얀데레끼도 문제이나 더 큰 문제는 그녀가 중증의 전투광이란 것이다. 
그라프 체펠린
철혈의 하나뿐인 항공모함. 실제 존재한 항공모함이다. 말에 '증오한다'라는 말을 붙이고 다닌다. 철혈 내에서 Z46(퓌제)와 친하다. 원래 역사엔 독일의 항복으로 결국 만들어지지 못했다.(tmi 그라프 체펠린은 나중에 소련이 가져가 훈련용으로 격파하였다)
도이칠란트
철혈의 중순양함. 도이칠란트급 중순양함 1번함이다. 게임 내에서 지휘관을 하등생물 취급한다.(실제로 군축조약의 의한 배수량 제한으로 장갑을 포기하고 11인친 3연장 주포 2개를 올림 순양함인데 USS팬실베니아 보다 길다)
어드미럴 그라프 슈피
철혈의 중순양함. 도이칠란트급 중순양함 2번함이다. 철혈 내에서 최고로 인성이 좋다.
<세이렌>
게임과 애니 세계 내 공공의 적인 빌런집단. 미래의 이차원에서 넘어왔다고 한다.
옵서버
테스터

### 음악
오프닝 테마: graphite/diamond (May'n)
엔딩 테마: Hikari no Michishirube;(光の道標,빛의 이정표) (Kano;鹿乃)

## 같이 보기
- 웹 게임
- 모에화
- 항공모함
- 순양함
- 구축함
- 전함
- 포함